# Jarek z Waldenberka
Jarek z Waldenberka byl česko-německý šlechtic.

## Život
Pocházel z Plíseňska (nacházelo se na území dnešního Saska). Od roku 1243 spolu s bratrem Hugem působil ve službách českého krále Václava I. Když mezi 1248 a 1249 v zemi proti Václavovi I. vypukla vzpoura vedená jeho synem Přemyslem Otakarem II., Jarek se svým bratrem zůstal věrný „starému“ králi Václavovi. Domácí válka mezi otcem a synem nakonec dopadla Přemyslovým neúspěchem. Po Václavově smrti a nástupu Přemysla Otakara II. na český trůn (1253) se Jarek vytratil z pramenů. Do služeb Přemysla Otakara vstoupil až roku 1261. Na počátku 70. let ho český král jmenoval chebským purkrabím. Tento úřad Jarek vykonával až do ztráty Chebska z českých rukou v roce 1276. Následně se zúčastnil mírových jednání mezi českým králem a římskoněmeckým králem Rudolfem Habsburským. Roku 1277 se stal litoměřickým purkrabím. Následující rok se možná podílel na potlačování vzpoury Boreše z Rýzmburka a českého krále pravděpodobně doprovázel do bitvy na Moravském poli, ve které Přemysl Otakar II. padl. I po jeho smrti si udržel post litoměřického purkrabího a patrně spravoval statky zabavené již zmíněnému vzbouřenci Boreši z Rýzmburka, který nakonec skončil na popravišti. Jarek po sobě zřejmě zanechal syna Jarka mladšího z Waldenberka.